# 페트로바츠나믈라비

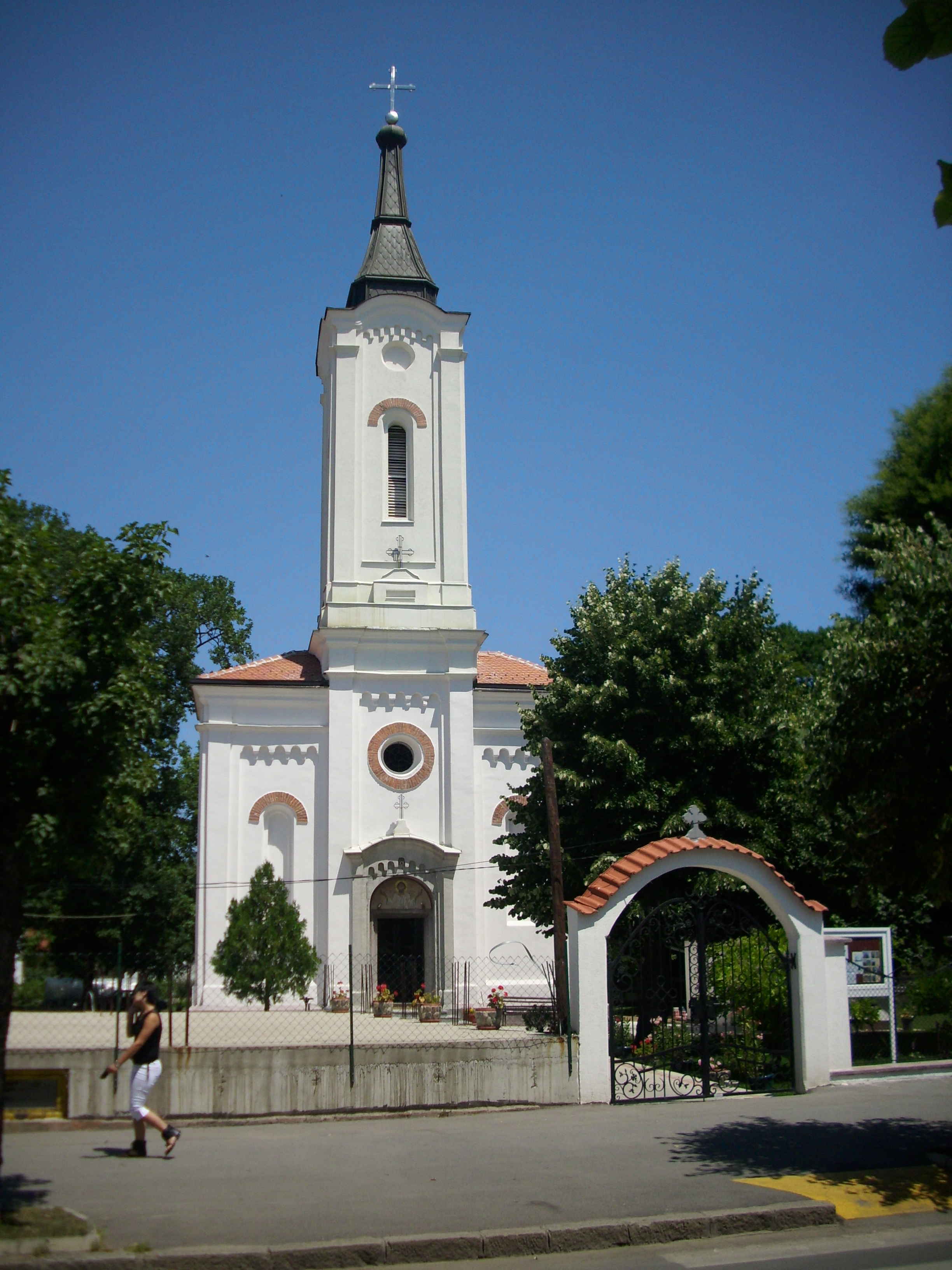
페트로바츠나믈라비

페트로바츠나믈라비(세르비아어: Petrovac na Mlavi) 또는 페트로바츠(세르비아어: Петровац, Petrovac)는 세르비아 브라니체보 구에 위치한 도시로 면적은 655km2, 인구는 30,325명(2011년 기준)이다.

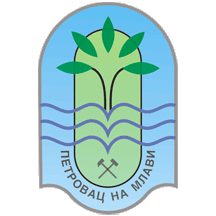
시 문장